# Мериметса
Ме́риметса (эст. Merimetsa — «Лес у моря») — микрорайон районе Пыхья-Таллинн города Таллина, столицы Эстонии.

## География

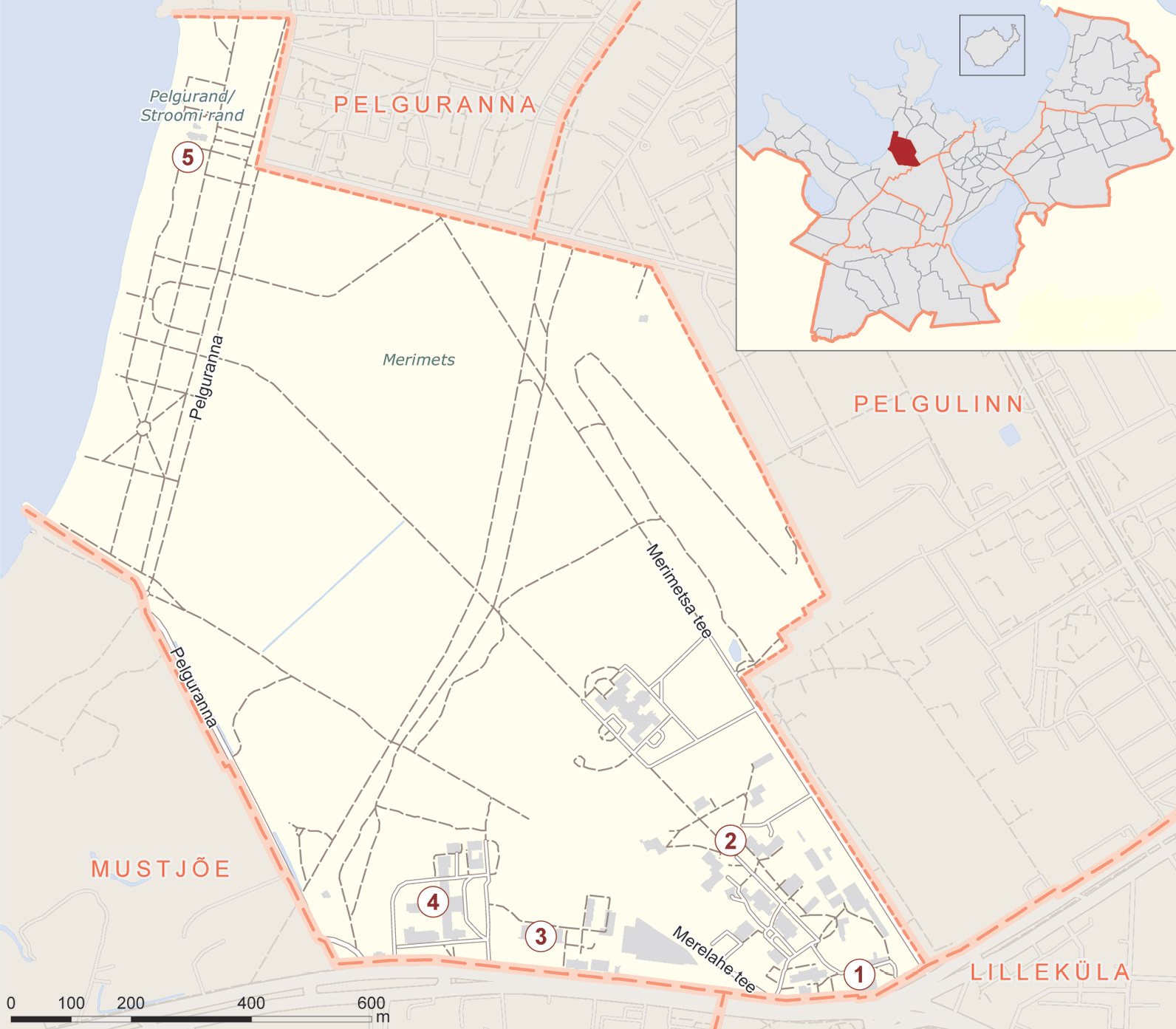
Карта микрорайона Мериметса

Расположен в лесной зоне Таллина. Граничит с микрорайонами Пелгуранна и Пелгулинн с востока, с районом Хааберсти с запада и юга, с районом Кристийне с юга и заливом Копли с севера. Включает в себя часть морского пляжа Пелгуранд (Штромка) и лесопарк Мериметса. Площадь микрорайона Мериметса — 1,34 км². Плотность населения на 1 января 2023 года — 6,0 чел/км².

## Улицы
По территории микрорайона Мериметса проходят улицы Лахепеа, Мериметса, Мерелахе и Пелгуранна. На юге микрорайон граничит с Палдиским шоссе.

## Население
| Численность населения микрорайона Мериметса на 1 января по данным Регистра народонаселения | Численность населения микрорайона Мериметса на 1 января по данным Регистра народонаселения | Численность населения микрорайона Мериметса на 1 января по данным Регистра народонаселения | Численность населения микрорайона Мериметса на 1 января по данным Регистра народонаселения | Численность населения микрорайона Мериметса на 1 января по данным Регистра народонаселения | Численность населения микрорайона Мериметса на 1 января по данным Регистра народонаселения | Численность населения микрорайона Мериметса на 1 января по данным Регистра народонаселения | Численность населения микрорайона Мериметса на 1 января по данным Регистра народонаселения |
| 2008                                                                                       | 2010                                                                                       | 2011                                                                                       | 2012                                                                                       | 2013                                                                                       | 2014                                                                                       | 2015                                                                                       | 2016                                                                                       |
| ------------------------------------------------------------------------------------------ | ------------------------------------------------------------------------------------------ | ------------------------------------------------------------------------------------------ | ------------------------------------------------------------------------------------------ | ------------------------------------------------------------------------------------------ | ------------------------------------------------------------------------------------------ | ------------------------------------------------------------------------------------------ | ------------------------------------------------------------------------------------------ |
| 13                                                                                         | →13                                                                                        | →13                                                                                        | ↘5                                                                                         | ↘4                                                                                         | →4                                                                                         | →4                                                                                         | →4                                                                                         |
| 2017                                                                                       | 2018                                                                                       | 2019                                                                                       | 2020                                                                                       | 2021                                                                                       | 2022                                                                                       | 2023                                                                                       |                                                                                            |
| →4                                                                                         | →4                                                                                         | →4                                                                                         | ↗5                                                                                         | →5                                                                                         | →5                                                                                         | ↗8                                                                                         |                                                                                            |

## История
Микрорайон получил своё название в 1991 году по улице Мериметса. Та, в свою очередь, получила своё название в 1935 году как кальку с немецкого названия расположенной там летней мызы Зеевальд (нем. Seewald — «лес у моря»). Мыза была построена в XIX веке и первоначально называлась мызой Винклера, по имени врача Самуэля Рейнхольда Винклера (Samuel Reinhold Winkler, 1764—1839). В 1903 году здесь была основана психиатрическая больница.

## Учреждения и предприятия
На территории микрорайона расположен комплекс исторических зданий больницы для душевнобольных Сеэвальди, работают Психиатрическая клиника Северо-Таллинской региональной больницы, Инфекционная клиника Западно-Таллинской центральной больницы и поликлиника Западно-Таллинской центральной больницы. Значительную часть площади микрорайона занимает лес, жилых домов очень мало: несколько частных домов на улице Пелгуранна и один частный дом рядом с ипподромом (улица Мериметса).
На окраине микрорайона расположен продуктовый магазин торговой сети «Selver».

## Общественный транспорт
По Палдискому шоссе возле Мериметса курсируют городские автобусы маршрутов № 21, 21B, 22, 41, 41В, 42 и 43.

## Галерея

Микрорайон Мериметса
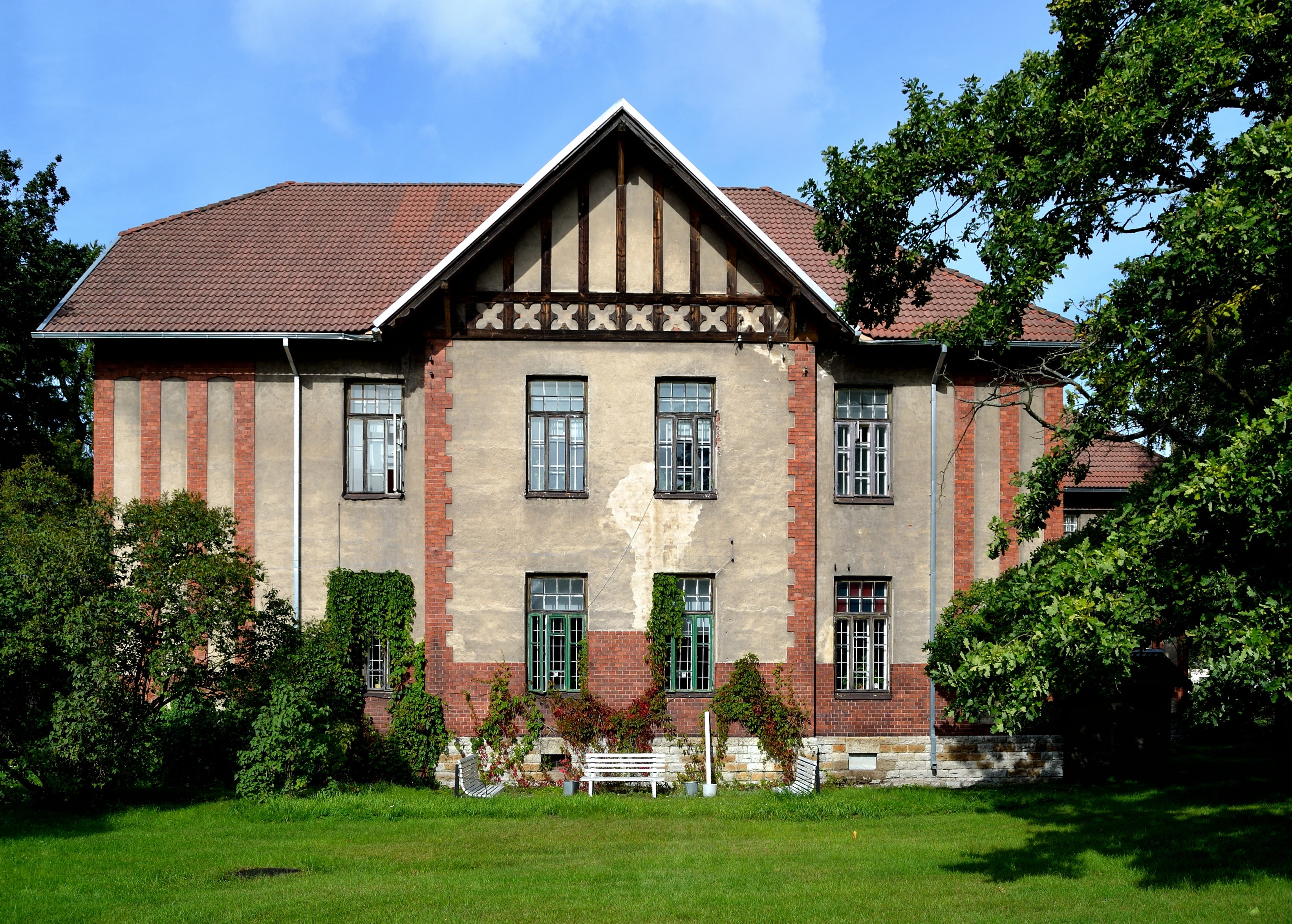
Корпус № 3 психиатрической больницы, памятник архитектуры
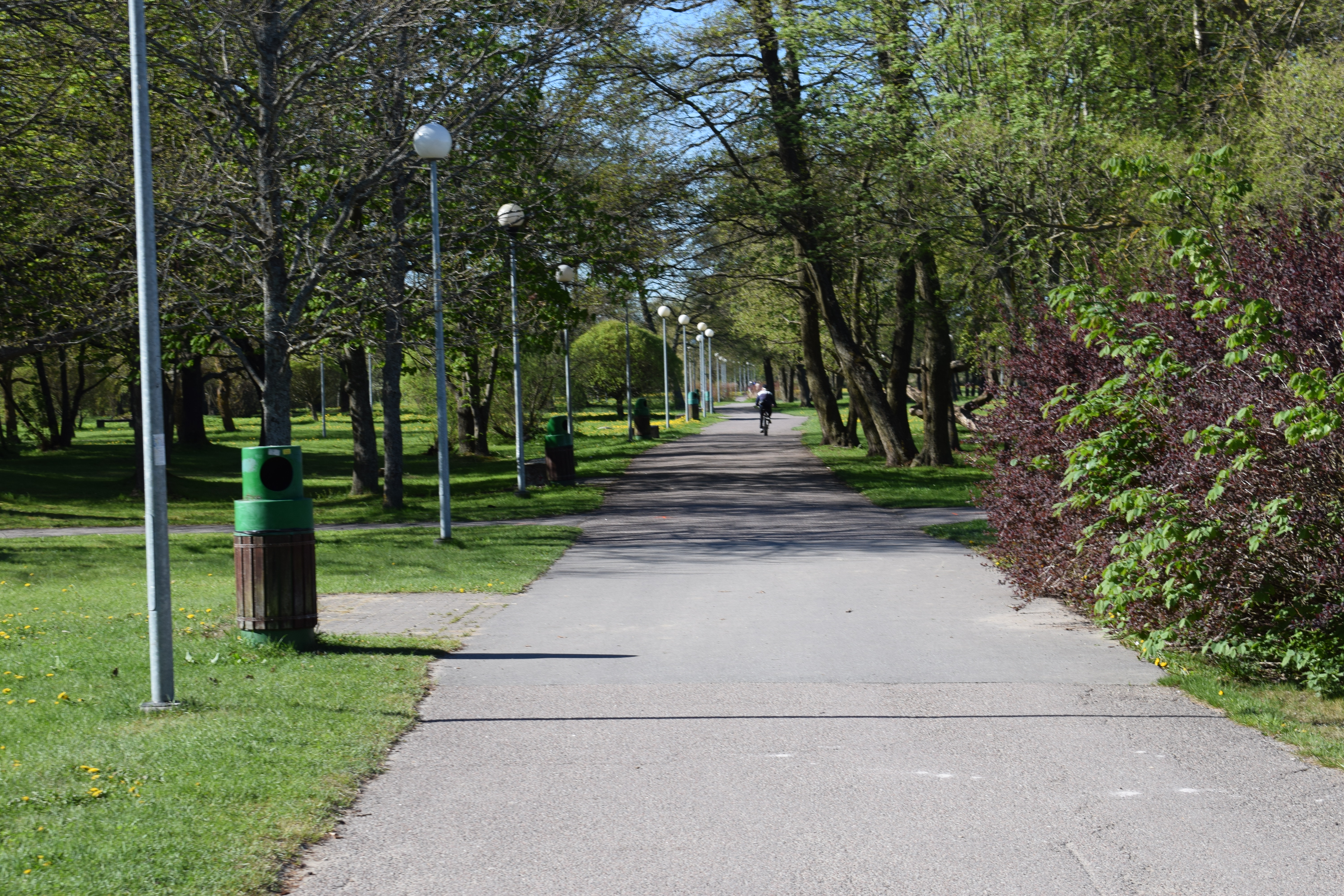
«Тропа здоровья» в Мериметса
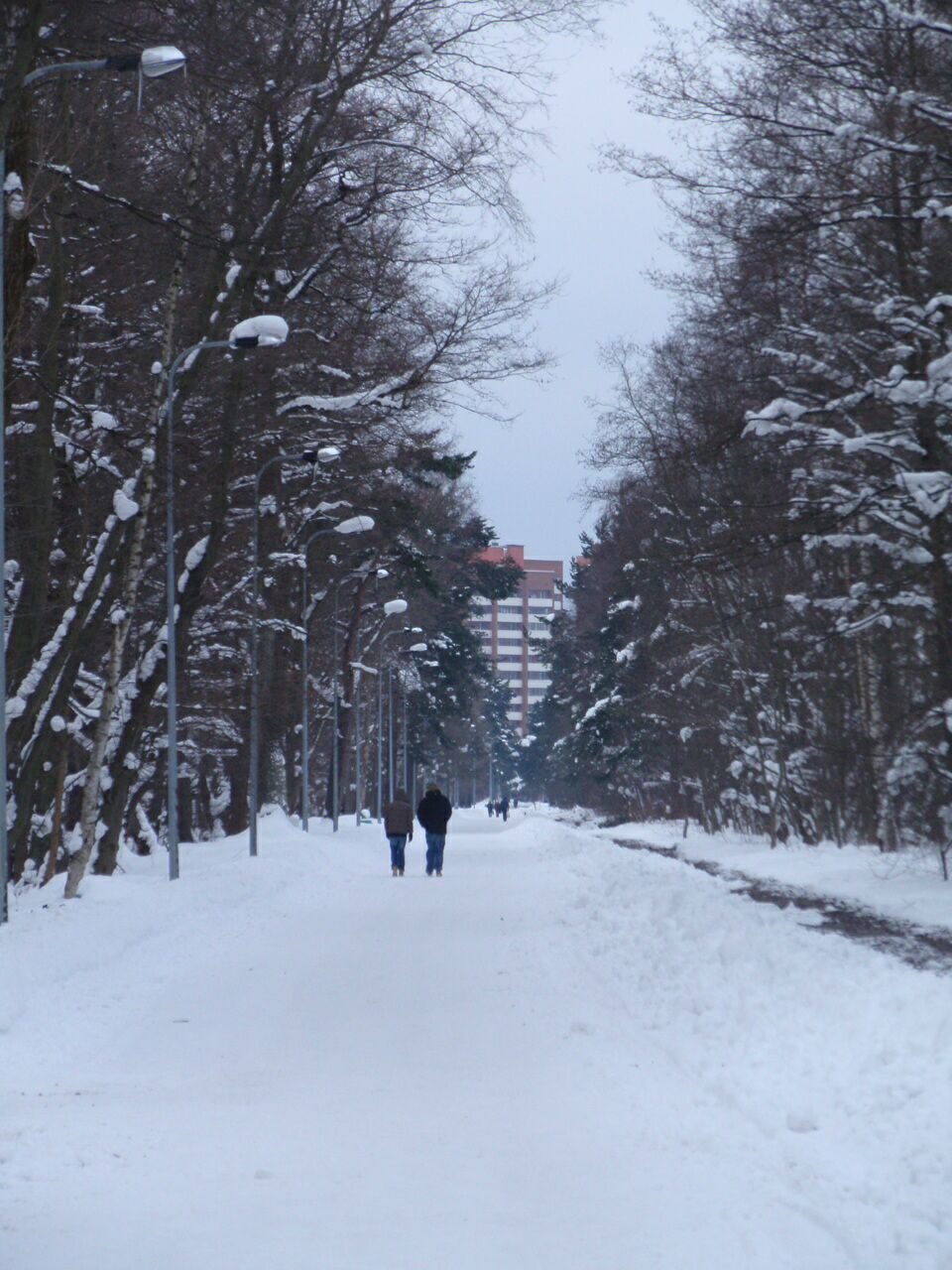
Улица Мериметса
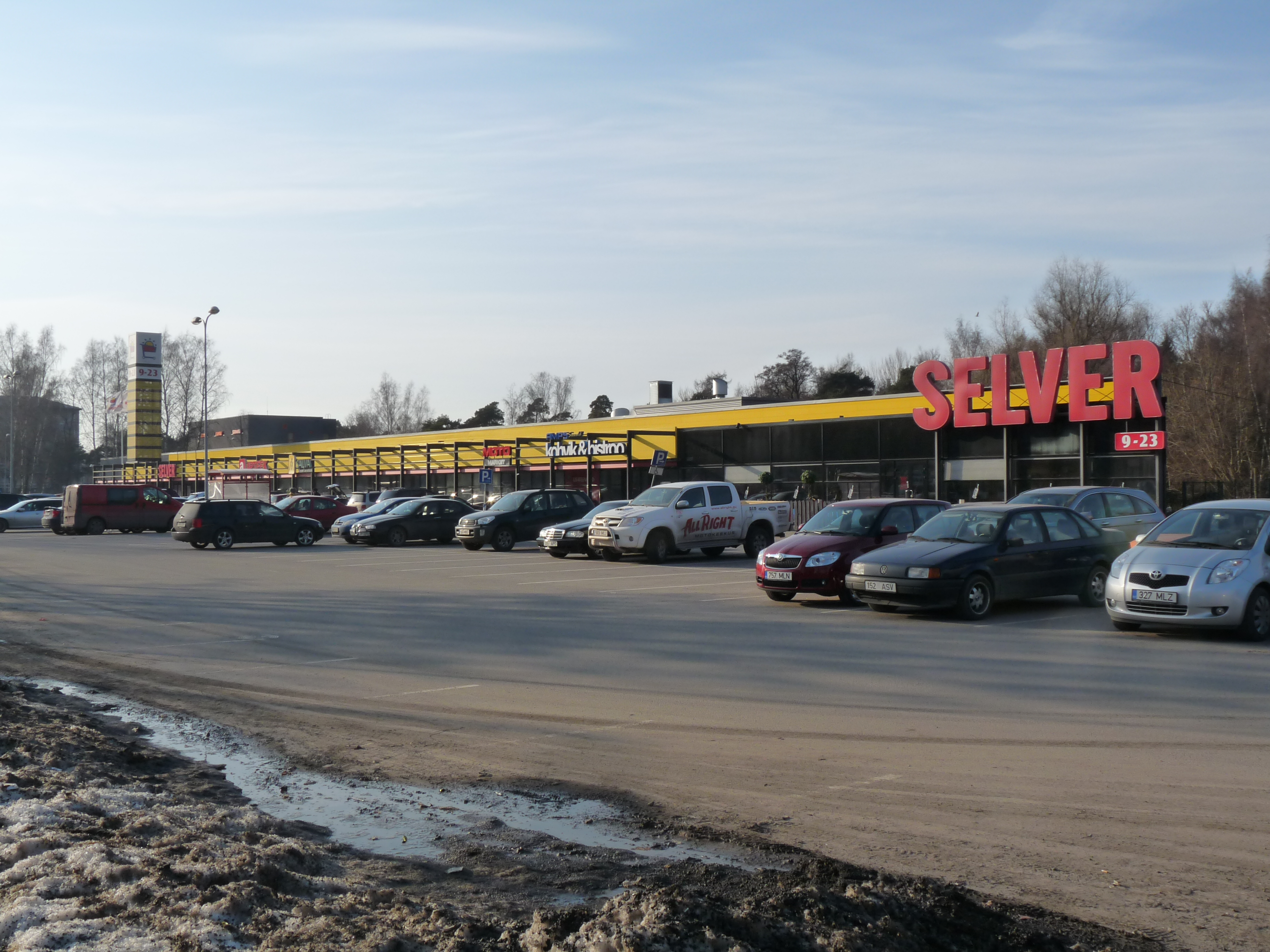
Продуктовый магазин сети «Selver»
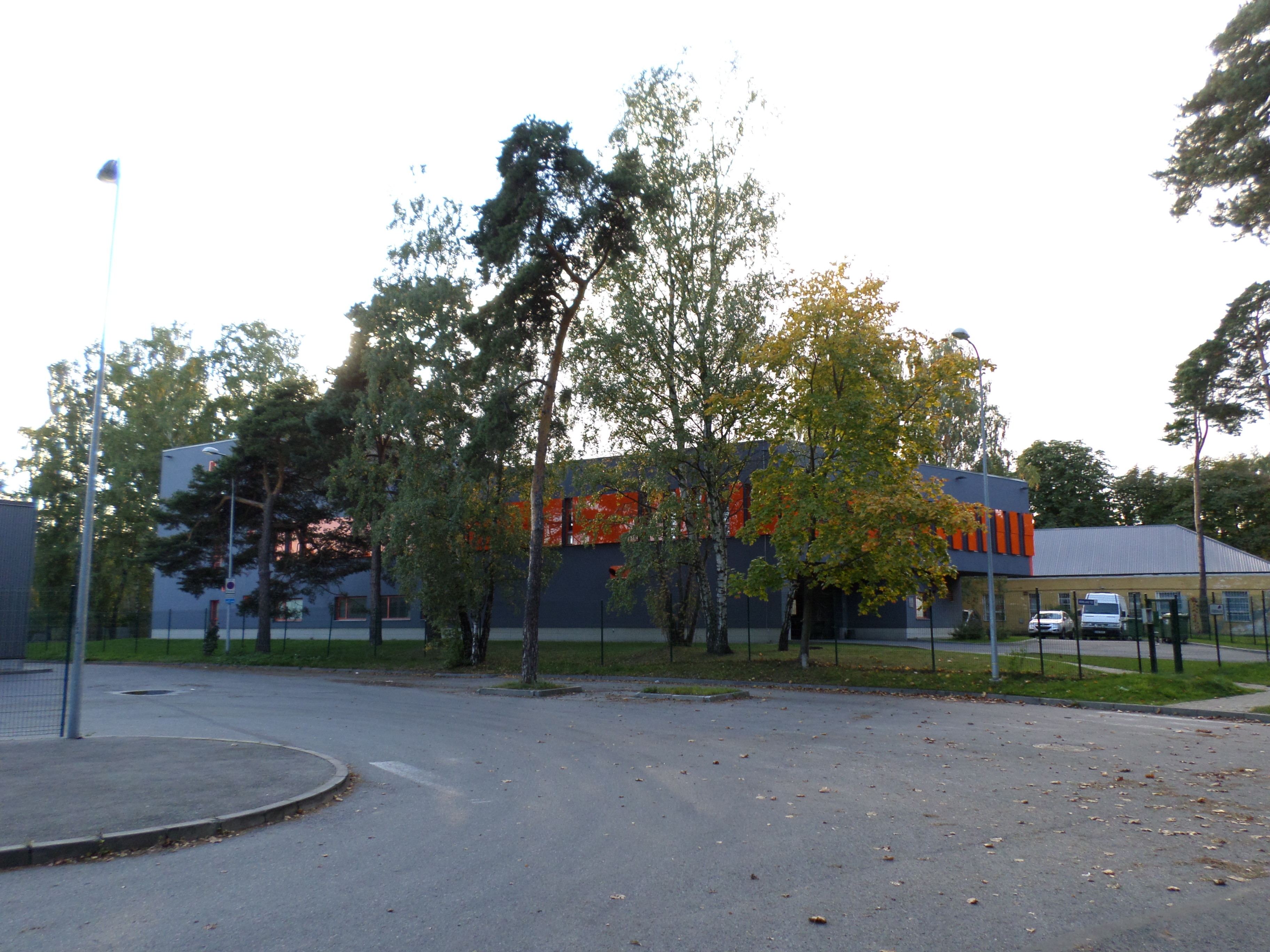
Таллинский вытрезвитель, улица Мерелахе 4